# Список населённых пунктов Опочецкого района

## Городские населённые пункты
- Город Опочка —  13964 человек (X. 2002 г.), 11603 человек (X. 2010 г.)[1], 11362 человек (I. 2012 г.)[2], 10910 человек (I. 2013 г.)[3] —  городское поселение «Опочка».

## Сельские населённые пункты
Ниже представлен сортируемый (по столбцам) список сельских населённых пунктов Опочецкого района Псковской области, распределённых по муниципальным образованиям (волостям) с оценками численности населения сельских населённых пунктов на конец 2000 года, по переписи населения 2002 года и по оценке на 1 января 2013 года.
| #   | #   | деревня             | 2000 г., чел. | 2002 г., чел. | 2013 г., чел. | волость (сельское поселение) | бывшая волость (1995-2010) | бывшая волость (2011-2015) |
| --- | --- | ------------------- | ------------- | ------------- | ------------- | ---------------------------- | -------------------------- | -------------------------- |
| 1   | 1   | Атаиха              | 6             | 2             | 0             | Болгатовская волость         | Болгатовская волость       | Болгатовская волость       |
| 2   | 2   | Бабеево             | 0             | 4             | 0             | Болгатовская волость         | Болгатовская волость       | Болгатовская волость       |
| 3   | 3   | Барсуки             | 3             | 3             | 2             | Болгатовская волость         | Духновская волость         | Болгатовская волость       |
| 4   | 4   | Бездедово           | 143           | 123           | 108           | Болгатовская волость         | Любимовская волость        | Болгатовская волость       |
| 5   | 5   | Белавино            | 19            | 23            | 15            | Болгатовская волость         | Духновская волость         | Болгатовская волость       |
| 6   | 6   | Бешенкино           | 2             | 0             | 0             | Болгатовская волость         | Духновская волость         | Болгатовская волость       |
| 7   | 7   | Болгатово           | 142           | 255           | 241           | Болгатовская волость         | Болгатовская волость       | Болгатовская волость       |
| 8   | 8   | Болдино             | 6             | 10            | 6             | Болгатовская волость         | Духновская волость         | Болгатовская волость       |
| 9   | 9   | Бор                 | 2             | 2             | 0             | Болгатовская волость         | Духновская волость         | Болгатовская волость       |
| 10  | 10  | Борисово            | 7             | 11            | 6             | Болгатовская волость         | Любимовская волость        | Болгатовская волость       |
| 11  | 11  | Бороусово           | 28            | 19            | 16            | Болгатовская волость         | Болгатовская волость       | Болгатовская волость       |
| 12  | 12  | Бурлово             | 10            | 8             | 2             | Болгатовская волость         | Любимовская волость        | Болгатовская волость       |
| 13  | 13  | Быково              | 0             | 0             | 0             | Болгатовская волость         | Духновская волость         | Болгатовская волость       |
| 14  | 14  | Бындино             | 0             | 0             | 0             | Болгатовская волость         | Любимовская волость        | Болгатовская волость       |
| 15  | 15  | Вальково            | 12            | 9             | 4             | Болгатовская волость         | Любимовская волость        | Болгатовская волость       |
| 16  | 16  | Верхние Дупли       | 24            | 18            | 17            | Болгатовская волость         | Любимовская волость        | Болгатовская волость       |
| 17  | 17  | Верховина           | 2             | 2             | 2             | Болгатовская волость         | Любимовская волость        | Болгатовская волость       |
| 18  | 18  | Волково             | 31            | 23            | 12            | Болгатовская волость         | Духновская волость         | Болгатовская волость       |
| 19  | 19  | Высокая Гора        | 2             | 2             | 0             | Болгатовская волость         | Духновская волость         | Болгатовская волость       |
| 20  | 20  | Высоцкое            | 12            | 17            | 9             | Болгатовская волость         | Болгатовская волость       | Болгатовская волость       |
| 21  | 21  | Глазово             | 2             | 0             | 0             | Болгатовская волость         | Духновская волость         | Болгатовская волость       |
| 22  | 22  | Глушнево            | 6             | 3             | 1             | Болгатовская волость         | Духновская волость         | Болгатовская волость       |
| 23  | 23  | Гнутики             | 1             | 0             | 0             | Болгатовская волость         | Духновская волость         | Болгатовская волость       |
| 24  | 24  | Голованово          | 0             | 0             | 0             | Болгатовская волость         | Духновская волость         | Болгатовская волость       |
| 25  | 25  | Горбово             | 0             | 0             | 0             | Болгатовская волость         | Любимовская волость        | Болгатовская волость       |
| 26  | 26  | Горячево            | 49            | 20            | 16            | Болгатовская волость         | Болгатовская волость       | Болгатовская волость       |
| 27  | 27  | Дудино              | 9             | 6             | 3             | Болгатовская волость         | Духновская волость         | Болгатовская волость       |
| 28  | 28  | Духново             | 326           | 304           | 249           | Болгатовская волость         | Духновская волость         | Болгатовская волость       |
| 29  | 29  | Заборье             | 7             | 5             | 0             | Болгатовская волость         | Духновская волость         | Болгатовская волость       |
| 30  | 30  | Зубово              | 2             | 0             | 0             | Болгатовская волость         | Болгатовская волость       | Болгатовская волость       |
| 31  | 31  | Изгожье             | 2             | 3             | 0             | Болгатовская волость         | Духновская волость         | Болгатовская волость       |
| 32  | 32  | Искорки             | 1             | 2             | 3             | Болгатовская волость         | Духновская волость         | Болгатовская волость       |
| 33  | 33  | Карчуги             | 2             | 0             | 0             | Болгатовская волость         | Духновская волость         | Болгатовская волость       |
| 34  | 34  | Козино              | 14            | 15            | 5             | Болгатовская волость         | Любимовская волость        | Болгатовская волость       |
| 35  | 35  | Колкишкино          | 0             | 0             | 0             | Болгатовская волость         | Духновская волость         | Болгатовская волость       |
| 36  | 36  | Коптево             | 13            | 13            | 6             | Болгатовская волость         | Болгатовская волость       | Болгатовская волость       |
| 37  | 37  | Кочаново            | 0             | 0             | 0             | Болгатовская волость         | Болгатовская волость       | Болгатовская волость       |
| 38  | 38  | Кошкино             | 30            | 27            | 22            | Болгатовская волость         | Духновская волость         | Болгатовская волость       |
| 39  | 39  | Кротово             | 5             | 4             | 2             | Болгатовская волость         | Любимовская волость        | Болгатовская волость       |
| 40  | 40  | Крулихино           | 98            | 90            | 74            | Болгатовская волость         | Болгатовская волость       | Болгатовская волость       |
| 41  | 41  | Крымы               | 12            | 14            | 13            | Болгатовская волость         | Болгатовская волость       | Болгатовская волость       |
| 42  | 42  | Куденково           | 27            | 19            | 10            | Болгатовская волость         | Духновская волость         | Болгатовская волость       |
| 43  | 43  | Кудеремцы           | 1             | 2             | 1             | Болгатовская волость         | Духновская волость         | Болгатовская волость       |
| 44  | 44  | Кунино              | 31            | 20            | 18            | Болгатовская волость         | Духновская волость         | Болгатовская волость       |
| 45  | 45  | Курочкино           | 15            | 10            | 7             | Болгатовская волость         | Духновская волость         | Болгатовская волость       |
| 46  | 46  | Лаптево             | 118           | 105           | 91            | Болгатовская волость         | Любимовская волость        | Болгатовская волость       |
| 47  | 47  | Лахово              | 23            | 21            | 6             | Болгатовская волость         | Духновская волость         | Болгатовская волость       |
| 48  | 48  | Лебединец           | 14            | 20            | 17            | Болгатовская волость         | Духновская волость         | Болгатовская волость       |
| 49  | 49  | Лёхово              | 3             | 2             | 1             | Болгатовская волость         | Духновская волость         | Болгатовская волость       |
| 50  | 50  | Либивцово           | 9             | 12            | 5             | Болгатовская волость         | Любимовская волость        | Болгатовская волость       |
| 51  | 51  | Линёво              | 0             | 0             | 0             | Болгатовская волость         | Любимовская волость        | Болгатовская волость       |
| 52  | 52  | Липовец             | 30            | 27            | 15            | Болгатовская волость         | Духновская волость         | Болгатовская волость       |
| 53  | 53  | Лисино              | 18            | 17            | 7             | Болгатовская волость         | Любимовская волость        | Болгатовская волость       |
| 54  | 54  | Лихово              | 8             | 19            | 6             | Болгатовская волость         | Духновская волость         | Болгатовская волость       |
| 55  | 55  | Медведица           | 0             | 0             | 0             | Болгатовская волость         | Любимовская волость        | Болгатовская волость       |
| 56  | 56  | Михалкино           | 8             | 10            | 5             | Болгатовская волость         | Духновская волость         | Болгатовская волость       |
| 57  | 57  | Мышино              | 10            | 20            | 15            | Болгатовская волость         | Болгатовская волость       | Болгатовская волость       |
| 58  | 58  | Нижние Дупли        | 25            | 29            | 18            | Болгатовская волость         | Любимовская волость        | Болгатовская волость       |
| 59  | 59  | Олисово             | 1             | 1             | 2             | Болгатовская волость         | Любимовская волость        | Болгатовская волость       |
| 60  | 60  | Орехово             | 7             | 7             | 2             | Болгатовская волость         | Любимовская волость        | Болгатовская волость       |
| 61  | 61  | Паниковец           | 4             | 5             | 1             | Болгатовская волость         | Духновская волость         | Болгатовская волость       |
| 62  | 62  | Пелагеено           | 7             | 5             | 3             | Болгатовская волость         | Любимовская волость        | Болгатовская волость       |
| 63  | 63  | Печурино            | 6             | 6             | 4             | Болгатовская волость         | Болгатовская волость       | Болгатовская волость       |
| 64  | 64  | Подельно            | 9             | 4             | 3             | Болгатовская волость         | Болгатовская волость       | Болгатовская волость       |
| 65  | 65  | Пожар               | 2             | 5             | 0             | Болгатовская волость         | Духновская волость         | Болгатовская волость       |
| 66  | 66  | Покровское          | 1             | 0             | 1             | Болгатовская волость         | Любимовская волость        | Болгатовская волость       |
| 67  | 67  | Попова Гора         | 12            | 23            | 23            | Болгатовская волость         | Болгатовская волость       | Болгатовская волость       |
| 68  | 68  | Пузакино            | 32            | 26            | 17            | Болгатовская волость         | Болгатовская волость       | Болгатовская волость       |
| 69  | 69  | Пузырьково          | 0             | 0             | 0             | Болгатовская волость         | Любимовская волость        | Болгатовская волость       |
| 70  | 70  | Раково              | 37            | 32            | 19            | Болгатовская волость         | Болгатовская волость       | Болгатовская волость       |
| 71  | 71  | Русиново            | 6             | 6             | 1             | Болгатовская волость         | Болгатовская волость       | Болгатовская волость       |
| 72  | 72  | Ручкино             | 16            | 14            | 5             | Болгатовская волость         | Болгатовская волость       | Болгатовская волость       |
| 73  | 73  | Сапроново           | 14            | 14            | 8             | Болгатовская волость         | Болгатовская волость       | Болгатовская волость       |
| 74  | 74  | Сапульки            | 0             | 0             | 0             | Болгатовская волость         | Любимовская волость        | Болгатовская волость       |
| 75  | 75  | Сергеево            | 10            | 9             | 2             | Болгатовская волость         | Болгатовская волость       | Болгатовская волость       |
| 76  | 76  | Слизнево            | 12            | 3             | 5             | Болгатовская волость         | Любимовская волость        | Болгатовская волость       |
| 77  | 77  | Сменово             | 20            | 20            | 13            | Болгатовская волость         | Любимовская волость        | Болгатовская волость       |
| 78  | 78  | Сосновка            | 48            | 47            | 39            | Болгатовская волость         | Любимовская волость        | Болгатовская волость       |
| 79  | 79  | Староселье          | 2             | 4             | 2             | Болгатовская волость         | Болгатовская волость       | Болгатовская волость       |
| 80  | 80  | Ступино             | 5             | 4             | 4             | Болгатовская волость         | Болгатовская волость       | Болгатовская волость       |
| 81  | 81  | Тарасово            | 0             | 0             | 0             | Болгатовская волость         | Болгатовская волость       | Болгатовская волость       |
| 82  | 82  | Теребени            | 75            | 74            | 61            | Болгатовская волость         | Болгатовская волость       | Болгатовская волость       |
| 83  | 83  | Тишково             | 3             | 4             | 1             | Болгатовская волость         | Духновская волость         | Болгатовская волость       |
| 84  | 84  | Удриха              | 7             | 11            | 3             | Болгатовская волость         | Любимовская волость        | Болгатовская волость       |
| 85  | 85  | Ульяново            | 3             | 9             | 4             | Болгатовская волость         | Духновская волость         | Болгатовская волость       |
| 86  | 86  | Федорково           | 0             | 3             | 2             | Болгатовская волость         | Болгатовская волость       | Болгатовская волость       |
| 87  | 87  | Федосково           | 4             | 5             | 3             | Болгатовская волость         | Духновская волость         | Болгатовская волость       |
| 88  | 88  | Федосово            | 4             | 2             | 1             | Болгатовская волость         | Болгатовская волость       | Болгатовская волость       |
| 89  | 89  | Фомкино             | 5             | 10            | 3             | Болгатовская волость         | Духновская волость         | Болгатовская волость       |
| 90  | 90  | Церковное           | 4             | 2             | 3             | Болгатовская волость         | Болгатовская волость       | Болгатовская волость       |
| 91  | 91  | Черногузово         | 8             | 5             | 3             | Болгатовская волость         | Любимовская волость        | Болгатовская волость       |
| 92  | 92  | Чушково             | 22            | 23            | 12            | Болгатовская волость         | Духновская волость         | Болгатовская волость       |
| 93  | 93  | Шагино              | 11            | 10            | 2             | Болгатовская волость         | Духновская волость         | Болгатовская волость       |
| 94  | 94  | Шапкино             | 21            | 27            | 9             | Болгатовская волость         | Духновская волость         | Болгатовская волость       |
| 95  | 95  | Шестниково          | 19            | 19            | 10            | Болгатовская волость         | Болгатовская волость       | Болгатовская волость       |
| 96  | 96  | Юрино               | 6             | 2             | 0             | Болгатовская волость         | Духновская волость         | Болгатовская волость       |
| 97  | 97  | Якушево             | 8             | 12            | 3             | Болгатовская волость         | Духновская волость         | Болгатовская волость       |
| 98  | 1   | Алтово              | 20            | 22            | 20            | Варыгинская волость          | Матюшкинская волость       | Матюшкинская волость       |
| 99  | 2   | Антоново            | 39            | 38            | 24            | Варыгинская волость          | Варыгинская волость        | Варыгинская волость        |
| 100 | 3   | Бабенцы             | 14            | 9             | 6             | Варыгинская волость          | Варыгинская волость        | Варыгинская волость        |
| 101 | 4   | Балаши              | 14            | 16            | 15            | Варыгинская волость          | Матюшкинская волость       | Матюшкинская волость       |
| 102 | 5   | Барабаны            | 32            | 21            | 40            | Варыгинская волость          | Матюшкинская волость       | Матюшкинская волость       |
| 103 | 6   | Барсаново           | 167           | 155           | 163           | Варыгинская волость          | Варыгинская волость        | Варыгинская волость        |
| 104 | 7   | Белки               | 139           | 118           | 121           | Варыгинская волость          | Матюшкинская волость       | Матюшкинская волость       |
| 105 | 8   | Белоусы             | 13            | 27            | 9             | Варыгинская волость          | Варыгинская волость        | Варыгинская волость        |
| 106 | 9   | Болотово            | 2             | 0             | 2             | Варыгинская волость          | Матюшкинская волость       | Матюшкинская волость       |
| 107 | 10  | Большие Рогатки     | 73            | 60            | 54            | Варыгинская волость          | Варыгинская волость        | Варыгинская волость        |
| 108 | 11  | Бородино            | 10            | 11            | 7             | Варыгинская волость          | Варыгинская волость        | Варыгинская волость        |
| 109 | 12  | Броды               | 66            | 56            | 50            | Варыгинская волость          | Матюшкинская волость       | Матюшкинская волость       |
| 110 | 13  | Варыгино            | 257           | 185           | 159           | Варыгинская волость          | Варыгинская волость        | Варыгинская волость        |
| 111 | 14  | Вашково             | 7             | 4             | 0             | Варыгинская волость          | Варыгинская волость        | Варыгинская волость        |
| 112 | 15  | Визги               | 2             | 0             | 0             | Варыгинская волость          | Матюшкинская волость       | Матюшкинская волость       |
| 113 | 16  | Волково             | 14            | 20            | 18            | Варыгинская волость          | Варыгинская волость        | Варыгинская волость        |
| 114 | 17  | Глазаново           | 17            | 20            | 23            | Варыгинская волость          | Матюшкинская волость       | Матюшкинская волость       |
| 115 | 18  | Гнилки              | 4             | 5             | 1             | Варыгинская волость          | Варыгинская волость        | Варыгинская волость        |
| 116 | 19  | Голощапы            | 70            | 83            | 83            | Варыгинская волость          | Варыгинская волость        | Варыгинская волость        |
| 117 | 20  | Голубы              | 2             | 2             | 1             | Варыгинская волость          | Матюшкинская волость       | Матюшкинская волость       |
| 118 | 21  | Горки               | 12            | 7             | 13            | Варыгинская волость          | Матюшкинская волость       | Матюшкинская волость       |
| 119 | 22  | Горохово            | 6             | 4             | 4             | Варыгинская волость          | Варыгинская волость        | Варыгинская волость        |
| 120 | 23  | Дед-Кабак           | 3             | 3             | 0             | Варыгинская волость          | Матюшкинская волость       | Матюшкинская волость       |
| 121 | 24  | Есипово             | 1             | 0             | 0             | Варыгинская волость          | Матюшкинская волость       | Матюшкинская волость       |
| 122 | 25  | Жарки               | 9             | 5             | 6             | Варыгинская волость          | Варыгинская волость        | Варыгинская волость        |
| 123 | 26  | Заводы              | 13            | 12            | 11            | Варыгинская волость          | Варыгинская волость        | Варыгинская волость        |
| 124 | 27  | Загребица           | 6             | 7             | 1             | Варыгинская волость          | Варыгинская волость        | Варыгинская волость        |
| 125 | 28  | Захново             | 10            | 5             | 5             | Варыгинская волость          | Матюшкинская волость       | Матюшкинская волость       |
| 126 | 29  | Зенки               | 4             | 5             | 0             | Варыгинская волость          | Матюшкинская волость       | Матюшкинская волость       |
| 127 | 30  | Зуево               | 1             | 0             | 0             | Варыгинская волость          | Матюшкинская волость       | Матюшкинская волость       |
| 128 | 31  | Зуица               | 13            | 13            | 1             | Варыгинская волость          | Варыгинская волость        | Варыгинская волость        |
| 129 | 32  | Ильмова Гора        | 3             | 2             | 3             | Варыгинская волость          | Матюшкинская волость       | Матюшкинская волость       |
| 130 | 33  | Кадниково           | 22            | 22            | 15            | Варыгинская волость          | Матюшкинская волость       | Матюшкинская волость       |
| 131 | 34  | Каменка             | 1             | 0             | 0             | Варыгинская волость          | Варыгинская волость        | Варыгинская волость        |
| 132 | 35  | Карташи             | 16            | 9             | 2             | Варыгинская волость          | Матюшкинская волость       | Матюшкинская волость       |
| 133 | 36  | Карузы              | 10            | 8             | 6             | Варыгинская волость          | Матюшкинская волость       | Матюшкинская волость       |
| 134 | 37  | Кирово              | 23            | 15            | 9             | Варыгинская волость          | Варыгинская волость        | Варыгинская волость        |
| 135 | 38  | Клюкино             | 3             | 3             | 6             | Варыгинская волость          | Варыгинская волость        | Варыгинская волость        |
| 136 | 39  | Клюкино             | 8             | 5             | 4             | Варыгинская волость          | Матюшкинская волость       | Матюшкинская волость       |
| 137 | 40  | Князи               | 1             | 0             | 0             | Варыгинская волость          | Матюшкинская волость       | Матюшкинская волость       |
| 138 | 41  | Козырево            | 13            | 10            | 6             | Варыгинская волость          | Матюшкинская волость       | Матюшкинская волость       |
| 139 | 42  | Коношково           | 12            | 12            | 5             | Варыгинская волость          | Варыгинская волость        | Варыгинская волость        |
| 140 | 43  | Коровкино           | 28            | 21            | 13            | Варыгинская волость          | Матюшкинская волость       | Матюшкинская волость       |
| 141 | 44  | Костелево           | 9             | 6             | 6             | Варыгинская волость          | Варыгинская волость        | Варыгинская волость        |
| 142 | 45  | Кострово            | 5             | 5             | 0             | Варыгинская волость          | Варыгинская волость        | Варыгинская волость        |
| 143 | 46  | Кузнечково          | 1             | 1             | 0             | Варыгинская волость          | Варыгинская волость        | Варыгинская волость        |
| 144 | 47  | Леоново             | 1             | 2             | 0             | Варыгинская волость          | Варыгинская волость        | Варыгинская волость        |
| 145 | 48  | Литвиново           | 0             | 0             | 0             | Варыгинская волость          | Матюшкинская волость       | Матюшкинская волость       |
| 146 | 49  | Лотовицы            | 27            | 16            | 8             | Варыгинская волость          | Варыгинская волость        | Варыгинская волость        |
| 147 | 50  | Лукина Гора         | 0             | 0             | 0             | Варыгинская волость          | Матюшкинская волость       | Матюшкинская волость       |
| 148 | 51  | Лущилы              | 6             | 7             | 5             | Варыгинская волость          | Матюшкинская волость       | Матюшкинская волость       |
| 149 | 52  | Люцково             | 17            | 11            | 8             | Варыгинская волость          | Варыгинская волость        | Варыгинская волость        |
| 150 | 53  | Максимиха           | 20            | 25            | 16            | Варыгинская волость          | Варыгинская волость        | Варыгинская волость        |
| 151 | 54  | Малые Рогатки       | 7             | 6             | 3             | Варыгинская волость          | Варыгинская волость        | Варыгинская волость        |
| 152 | 55  | Марфино             | 20            | 24            | 10            | Варыгинская волость          | Варыгинская волость        | Варыгинская волость        |
| 153 | 56  | Маслово             | 7             | 7             | 5             | Варыгинская волость          | Варыгинская волость        | Варыгинская волость        |
| 154 | 57  | Матюшкино           | 164           | 143           | 138           | Варыгинская волость          | Матюшкинская волость       | Матюшкинская волость       |
| 155 | 58  | Молоково            | 40            | 40            | 40            | Варыгинская волость          | Матюшкинская волость       | Матюшкинская волость       |
| 156 | 59  | Морозово            | 13            | 17            | 16            | Варыгинская волость          | Варыгинская волость        | Варыгинская волость        |
| 157 | 60  | Ниченкино           | 8             | 5             | 2             | Варыгинская волость          | Варыгинская волость        | Варыгинская волость        |
| 158 | 61  | Полукозырево        | 29            | 18            | 15            | Варыгинская волость          | Матюшкинская волость       | Матюшкинская волость       |
| 159 | 62  | Попки               | 1             | 0             | 0             | Варыгинская волость          | Матюшкинская волость       | Матюшкинская волость       |
| 160 | 63  | Попцово             | 10            | 8             | 3             | Варыгинская волость          | Матюшкинская волость       | Матюшкинская волость       |
| 161 | 64  | Порядино            | 13            | 12            | 8             | Варыгинская волость          | Матюшкинская волость       | Матюшкинская волость       |
| 162 | 65  | Приозёрный, посёлок | 329           | 206           | 238           | Варыгинская волость          | Матюшкинская волость       | Матюшкинская волость       |
| 163 | 66  | Пуршево             | 32            | 50            | 28            | Варыгинская волость          | Матюшкинская волость       | Матюшкинская волость       |
| 164 | 67  | Ратово              | 3             | 2             | 2             | Варыгинская волость          | Варыгинская волость        | Варыгинская волость        |
| 165 | 68  | Рябинино            | 3             | 2             | 1             | Варыгинская волость          | Матюшкинская волость       | Матюшкинская волость       |
| 166 | 69  | Сакирино            | 23            | 18            | 13            | Варыгинская волость          | Варыгинская волость        | Варыгинская волость        |
| 167 | 70  | Салпа               | 4             | 4             | 1             | Варыгинская волость          | Матюшкинская волость       | Матюшкинская волость       |
| 168 | 71  | Самулино            | 2             | 2             | 0             | Варыгинская волость          | Варыгинская волость        | Варыгинская волость        |
| 169 | 72  | Седуниха            | 7             | 11            | 13            | Варыгинская волость          | Матюшкинская волость       | Матюшкинская волость       |
| 170 | 73  | Серово              | 6             | 5             | 5             | Варыгинская волость          | Варыгинская волость        | Варыгинская волость        |
| 171 | 74  | Серово              | 44            | 40            | 38            | Варыгинская волость          | Матюшкинская волость       | Матюшкинская волость       |
| 172 | 75  | Сидорово            | 0             | 0             | 0             | Варыгинская волость          | Матюшкинская волость       | Матюшкинская волость       |
| 173 | 76  | Старино             | 0             | 0             | 0             | Варыгинская волость          | Матюшкинская волость       | Матюшкинская волость       |
| 174 | 77  | Сырохново           | 22            | 12            | 12            | Варыгинская волость          | Матюшкинская волость       | Матюшкинская волость       |
| 175 | 78  | Тарасенки           | 4             | 2             | 3             | Варыгинская волость          | Матюшкинская волость       | Матюшкинская волость       |
| 176 | 79  | Тиханово            | 2             | 4             | 4             | Варыгинская волость          | Матюшкинская волость       | Матюшкинская волость       |
| 177 | 80  | Тригузово           | 12            | 16            | 15            | Варыгинская волость          | Матюшкинская волость       | Матюшкинская волость       |
| 178 | 81  | Тряпы               | 7             | 3             | 3             | Варыгинская волость          | Матюшкинская волость       | Матюшкинская волость       |
| 179 | 82  | Фёдоровское         | 27            | 33            | 27            | Варыгинская волость          | Варыгинская волость        | Варыгинская волость        |
| 180 | 83  | Хохулино            | 5             | 4             | 1             | Варыгинская волость          | Варыгинская волость        | Варыгинская волость        |
| 181 | 84  | Шибаново            | 1             | 0             | 0             | Варыгинская волость          | Матюшкинская волость       | Матюшкинская волость       |
| 182 | 85  | Шишкино             | 0             | 0             | 0             | Варыгинская волость          | Матюшкинская волость       | Матюшкинская волость       |
| 183 | 86  | Шлепиха             | 22            | 23            | 18            | Варыгинская волость          | Матюшкинская волость       | Матюшкинская волость       |
| 184 | 87  | Шурупово            | 25            | 15            | 13            | Варыгинская волость          | Варыгинская волость        | Варыгинская волость        |
| 185 | 1   | Абаканы             | 12            | 10            | 6             | Глубоковская волость         | Глубоковская волость       | Глубоковская волость       |
| 186 | 2   | Абросимово          | 16            | 13            | 3             | Глубоковская волость         | Лобовская волость          | Звонская волость           |
| 187 | 3   | Авденково           | 0             | 0             | 0             | Глубоковская волость         | Глубоковская волость       | Глубоковская волость       |
| 188 | 4   | Авинищи             | 7             | 5             | 2             | Глубоковская волость         | Лобовская волость          | Звонская волость           |
| 189 | 5   | Авсейково           | 7             | 3             | 1             | Глубоковская волость         | Глубоковская волость       | Глубоковская волость       |
| 190 | 6   | Агафонково          | 6             | 5             | 6             | Глубоковская волость         | Глубоковская волость       | Глубоковская волость       |
| 191 | 7   | Агурьево            | 14            | 12            | 6             | Глубоковская волость         | Лобовская волость          | Звонская волость           |
| 192 | 8   | Алексино            | 21            | 8             | 4             | Глубоковская волость         | Звонская волость           | Звонская волость           |
| 193 | 9   | Алино               | 7             | 6             | 3             | Глубоковская волость         | Звонская волость           | Звонская волость           |
| 194 | 10  | Апанасково          | 10            | 8             | 3             | Глубоковская волость         | Краснооктябрьская волость  | Звонская волость           |
| 195 | 11  | Апимахи             | 21            | 12            | 3             | Глубоковская волость         | Звонская волость           | Звонская волость           |
| 196 | 12  | Аристово            | 175           | 138           | 113           | Глубоковская волость         | Звонская волость           | Звонская волость           |
| 197 | 13  | Артюхово            | 5             | 4             | 2             | Глубоковская волость         | Норкинская волость         | Глубоковская волость       |
| 198 | 14  | Асташево            | 0             | 0             | 0             | Глубоковская волость         | Лобовская волость          | Звонская волость           |
| 199 | 15  | Бабенцы             | 8             | 10            | 13            | Глубоковская волость         | Краснооктябрьская волость  | Звонская волость           |
| 200 | 16  | Бабинино            | 26            | 15            | 15            | Глубоковская волость         | Звонская волость           | Звонская волость           |
| 201 | 17  | Бабкино             | 7             | 4             | 6             | Глубоковская волость         | Норкинская волость         | Глубоковская волость       |
| 202 | 18  | Балахи              | 398           | 99            | 73            | Глубоковская волость         | Краснооктябрьская волость  | Звонская волость           |
| 203 | 19  | Балохонцево         | 22            | 19            | 5             | Глубоковская волость         | Звонская волость           | Звонская волость           |
| 204 | 20  | Барканы             | 1             | 1             | 0             | Глубоковская волость         | Глубоковская волость       | Глубоковская волость       |
| 205 | 21  | Беломуты            | 11            | 6             | 6             | Глубоковская волость         | Краснооктябрьская волость  | Звонская волость           |
| 206 | 22  | Белохребтово        | 3             | 4             | 0             | Глубоковская волость         | Норкинская волость         | Глубоковская волость       |
| 207 | 23  | Бобяки              | 7             | 0             | 0             | Глубоковская волость         | Звонская волость           | Звонская волость           |
| 208 | 24  | Богданцево          | 0             | 0             | 0             | Глубоковская волость         | Норкинская волость         | Глубоковская волость       |
| 209 | 25  | Богры               | 1             | 5             | 2             | Глубоковская волость         | Норкинская волость         | Глубоковская волость       |
| 210 | 26  | Болдино             | 3             | 3             | 0             | Глубоковская волость         | Лобовская волость          | Звонская волость           |
| 211 | 27  | Боровки             | 11            | 7             | 6             | Глубоковская волость         | Звонская волость           | Звонская волость           |
| 212 | 28  | Боталово            | 4             | 2             | 1             | Глубоковская волость         | Норкинская волость         | Глубоковская волость       |
| 213 | 29  | Бочкари             | 9             | 7             | 2             | Глубоковская волость         | Глубоковская волость       | Глубоковская волость       |
| 214 | 30  | Боярщино            | 22            | 11            | 10            | Глубоковская волость         | Краснооктябрьская волость  | Звонская волость           |
| 215 | 31  | Букино              | 11            | 10            | 7             | Глубоковская волость         | Краснооктябрьская волость  | Звонская волость           |
| 216 | 32  | Буколово            | 38            | 41            | 43            | Глубоковская волость         | Краснооктябрьская волость  | Звонская волость           |
| 217 | 33  | Быстрино            | 4             | 4             | 1             | Глубоковская волость         | Норкинская волость         | Глубоковская волость       |
| 218 | 34  | Ведерниково         | 10            | 6             | 1             | Глубоковская волость         | Норкинская волость         | Глубоковская волость       |
| 219 | 35  | Вельица             | 8             | 7             | 7             | Глубоковская волость         | Глубоковская волость       | Глубоковская волость       |
| 220 | 36  | Веришино            | 4             | 4             | 0             | Глубоковская волость         | Норкинская волость         | Глубоковская волость       |
| 221 | 37  | Вишневатка          | 0             | 0             | 0             | Глубоковская волость         | Лобовская волость          | Звонская волость           |
| 222 | 38  | Водобег             | 16            | 18            | 8             | Глубоковская волость         | Глубоковская волость       | Глубоковская волость       |
| 223 | 39  | Волково             | 26            | 31            | 23            | Глубоковская волость         | Краснооктябрьская волость  | Звонская волость           |
| 224 | 40  | Волоково            | 6             | 2             | 2             | Глубоковская волость         | Краснооктябрьская волость  | Звонская волость           |
| 225 | 41  | Воронино            | 14            | 18            | 21            | Глубоковская волость         | Норкинская волость         | Глубоковская волость       |
| 226 | 42  | Вороново            | 3             | 0             | 0             | Глубоковская волость         | Звонская волость           | Звонская волость           |
| 227 | 43  | Воротово            | 3             | 2             | 3             | Глубоковская волость         | Норкинская волость         | Глубоковская волость       |
| 228 | 44  | Вындино             | 4             | 5             | 2             | Глубоковская волость         | Норкинская волость         | Глубоковская волость       |
| 229 | 45  | Высокое             | 322           | 91            | 87            | Глубоковская волость         | Краснооктябрьская волость  | Звонская волость           |
| 230 | 46  | Гарусово            | 5             | 4             | 3             | Глубоковская волость         | Глубоковская волость       | Глубоковская волость       |
| 231 | 47  | Глистенец           | 7             | 14            | 4             | Глубоковская волость         | Норкинская волость         | Глубоковская волость       |
| 232 | 48  | Глубокое            | 464           | 388           | 346           | Глубоковская волость         | Глубоковская волость       | Глубоковская волость       |
| 233 | 49  | Глушнево            | 30            | 26            | 26            | Глубоковская волость         | Краснооктябрьская волость  | Звонская волость           |
| 234 | 50  | Голованово          | 10            | 11            | 7             | Глубоковская волость         | Звонская волость           | Звонская волость           |
| 235 | 51  | Голубово            | 9             | 5             | 1             | Глубоковская волость         | Звонская волость           | Звонская волость           |
| 236 | 52  | Горелая Будка       | 0             | 0             | 0             | Глубоковская волость         | Глубоковская волость       | Глубоковская волость       |
| 237 | 53  | Гребени             | 4             | 0             | 0             | Глубоковская волость         | Норкинская волость         | Глубоковская волость       |
| 238 | 54  | Гречухи             | 15            | 9             | 3             | Глубоковская волость         | Звонская волость           | Звонская волость           |
| 239 | 55  | Гривы               | 72            | 69            | 50            | Глубоковская волость         | Звонская волость           | Звонская волость           |
| 240 | 56  | Григорино           | 10            | 16            | 4             | Глубоковская волость         | Лобовская волость          | Звонская волость           |
| 241 | 57  | Грихново            | 3             | 2             | 1             | Глубоковская волость         | Звонская волость           | Звонская волость           |
| 242 | 58  | Гужово              | 14            | 13            | 13            | Глубоковская волость         | Лобовская волость          | Звонская волость           |
| 243 | 59  | Дерганово           | 5             | 3             | 2             | Глубоковская волость         | Звонская волость           | Звонская волость           |
| 244 | 60  | Деревеньки          | 28            | 23            | 20            | Глубоковская волость         | Глубоковская волость       | Глубоковская волость       |
| 245 | 61  | Деяны               | 68            | 48            | 51            | Глубоковская волость         | Краснооктябрьская волость  | Звонская волость           |
| 246 | 62  | Домнино             | 8             | 2             | 1             | Глубоковская волость         | Звонская волость           | Звонская волость           |
| 247 | 63  | Дорошово            | 0             | 0             | 0             | Глубоковская волость         | Норкинская волость         | Глубоковская волость       |
| 248 | 64  | Дроздково           | 24            | 13            | 9             | Глубоковская волость         | Звонская волость           | Звонская волость           |
| 249 | 65  | Екимово             | 9             | 13            | 5             | Глубоковская волость         | Норкинская волость         | Глубоковская волость       |
| 250 | 66  | Елдино              | 1             | 0             | 6             | Глубоковская волость         | Норкинская волость         | Глубоковская волость       |
| 251 | 67  | Елдино              | 18            | 20            | 18            | Глубоковская волость         | Краснооктябрьская волость  | Звонская волость           |
| 252 | 68  | Еловка              | 16            | 12            | 8             | Глубоковская волость         | Глубоковская волость       | Глубоковская волость       |
| 253 | 69  | Есенники            | 13            | 11            | 4             | Глубоковская волость         | Лобовская волость          | Звонская волость           |
| 254 | 70  | Жадро               | 6             | 3             | 1             | Глубоковская волость         | Звонская волость           | Звонская волость           |
| 255 | 71  | Жгуново             | 7             | 8             | 1             | Глубоковская волость         | Лобовская волость          | Звонская волость           |
| 256 | 72  | Жеги                | 10            | 7             | 3             | Глубоковская волость         | Лобовская волость          | Звонская волость           |
| 257 | 73  | Заноги              | 21            | 14            | 8             | Глубоковская волость         | Глубоковская волость       | Глубоковская волость       |
| 258 | 74  | Звоны               | 64            | 61            | 56            | Глубоковская волость         | Звонская волость           | Звонская волость           |
| 259 | 75  | Зехново             | 6             | 4             | 1             | Глубоковская волость         | Глубоковская волость       | Глубоковская волость       |
| 260 | 76  | Зуйково             | 26            | 26            | 9             | Глубоковская волость         | Глубоковская волость       | Глубоковская волость       |
| 261 | 77  | Зуйково             | 0             | 2             | 0             | Глубоковская волость         | Норкинская волость         | Глубоковская волость       |
| 262 | 78  | Зябки               | 12            | 10            | 12            | Глубоковская волость         | Звонская волость           | Звонская волость           |
| 263 | 79  | Иванково            | 1             | 2             | 0             | Глубоковская волость         | Краснооктябрьская волость  | Звонская волость           |
| 264 | 80  | Иванцево            | 6             | 3             | 1             | Глубоковская волость         | Норкинская волость         | Глубоковская волость       |
| 265 | 81  | Казихи              | 7             | 7             | 1             | Глубоковская волость         | Лобовская волость          | Звонская волость           |
| 266 | 82  | Каленидово          | 26            | 25            | 12            | Глубоковская волость         | Норкинская волость         | Глубоковская волость       |
| 267 | 83  | Калошино            | 18            | 20            | 5             | Глубоковская волость         | Краснооктябрьская волость  | Звонская волость           |
| 268 | 84  | Камено              | 59            | 52            | 37            | Глубоковская волость         | Норкинская волость         | Глубоковская волость       |
| 269 | 85  | Катково             | 22            | 21            | 27            | Глубоковская волость         | Лобовская волость          | Звонская волость           |
| 270 | 86  | Кахново             | 5             | 2             | 2             | Глубоковская волость         | Краснооктябрьская волость  | Звонская волость           |
| 271 | 87  | Киселево            | 1             | 0             | 0             | Глубоковская волость         | Норкинская волость         | Глубоковская волость       |
| 272 | 88  | Кисельково          | 0             | 0             | 0             | Глубоковская волость         | Лобовская волость          | Звонская волость           |
| 273 | 89  | Кисляки             | 16            | 7             | 6             | Глубоковская волость         | Звонская волость           | Звонская волость           |
| 274 | 90  | Китово              | 0             | 0             | 0             | Глубоковская волость         | Звонская волость           | Звонская волость           |
| 275 | 91  | Клёвы               | 0             | 0             | 0             | Глубоковская волость         | Глубоковская волость       | Глубоковская волость       |
| 276 | 92  | Кобылкино           | 6             | 7             | 1             | Глубоковская волость         | Глубоковская волость       | Глубоковская волость       |
| 277 | 93  | Кобылья Гора        | 12            | 9             | 8             | Глубоковская волость         | Краснооктябрьская волость  | Звонская волость           |
| 278 | 94  | Козлихино           | 3             | 2             | 1             | Глубоковская волость         | Краснооктябрьская волость  | Звонская волость           |
| 279 | 95  | Козлово             | 5             | 0             | 0             | Глубоковская волость         | Глубоковская волость       | Глубоковская волость       |
| 280 | 96  | Комиссары           | 7             | 7             | 4             | Глубоковская волость         | Звонская волость           | Звонская волость           |
| 281 | 97  | Кониново            | 3             | 1             | 1             | Глубоковская волость         | Краснооктябрьская волость  | Звонская волость           |
| 282 | 98  | Корни               | 7             | 4             | 3             | Глубоковская волость         | Краснооктябрьская волость  | Звонская волость           |
| 283 | 99  | Коровкино           | 8             | 5             | 2             | Глубоковская волость         | Норкинская волость         | Глубоковская волость       |
| 284 | 100 | Косилово            | 26            | 24            | 12            | Глубоковская волость         | Звонская волость           | Звонская волость           |
| 285 | 101 | Котово              | 32            | 30            | 21            | Глубоковская волость         | Краснооктябрьская волость  | Звонская волость           |
| 286 | 102 | Красихино           | 3             | 3             | 1             | Глубоковская волость         | Норкинская волость         | Глубоковская волость       |
| 287 | 103 | Красково            | 14            | 8             | 4             | Глубоковская волость         | Звонская волость           | Звонская волость           |
| 288 | 104 | Крушинино           | 22            | 6             | 4             | Глубоковская волость         | Звонская волость           | Звонская волость           |
| 289 | 105 | Куденково           | 12            | 7             | 1             | Глубоковская волость         | Лобовская волость          | Звонская волость           |
| 290 | 106 | Кульбино            | 3             | 1             | 0             | Глубоковская волость         | Глубоковская волость       | Глубоковская волость       |
| 291 | 107 | Кухново             | 10            | 7             | 4             | Глубоковская волость         | Норкинская волость         | Глубоковская волость       |
| 292 | 108 | Лаврихино           | 1             | 1             | 0             | Глубоковская волость         | Норкинская волость         | Глубоковская волость       |
| 293 | 109 | Ладыгино            | 3             | 3             | 1             | Глубоковская волость         | Звонская волость           | Звонская волость           |
| 294 | 110 | Лапино              | 1             | 0             | 0             | Глубоковская волость         | Глубоковская волость       | Глубоковская волость       |
| 295 | 111 | Лашутино            | 25            | 26            | 12            | Глубоковская волость         | Глубоковская волость       | Глубоковская волость       |
| 296 | 112 | Ледово              | 42            | 45            | 31            | Глубоковская волость         | Лобовская волость          | Звонская волость           |
| 297 | 113 | Лежовка             | 14            | 14            | 2             | Глубоковская волость         | Норкинская волость         | Глубоковская волость       |
| 298 | 114 | Лобово              | 148           | 120           | 109           | Глубоковская волость         | Лобовская волость          | Звонская волость           |
| 299 | 115 | Лужи                | 6             | 9             | 3             | Глубоковская волость         | Глубоковская волость       | Глубоковская волость       |
| 300 | 116 | Лужицы              | 17            | 23            | 13            | Глубоковская волость         | Норкинская волость         | Глубоковская волость       |
| 301 | 117 | Ляти                | 8             | 4             | 1             | Глубоковская волость         | Глубоковская волость       | Глубоковская волость       |
| 302 | 118 | Маврино             | 45            | 25            | 7             | Глубоковская волость         | Звонская волость           | Звонская волость           |
| 303 | 119 | Максимцево          | 15            | 5             | 2             | Глубоковская волость         | Звонская волость           | Звонская волость           |
| 304 | 120 | Марково             | 6             | 8             | 2             | Глубоковская волость         | Глубоковская волость       | Глубоковская волость       |
| 305 | 121 | Мартиново           | 124           | 79            | 76            | Глубоковская волость         | Звонская волость           | Звонская волость           |
| 306 | 122 | Маслово             | 25            | 18            | 10            | Глубоковская волость         | Звонская волость           | Звонская волость           |
| 307 | 123 | Махново             | 1             | 1             | 0             | Глубоковская волость         | Лобовская волость          | Звонская волость           |
| 308 | 124 | Меленка             | 11            | 12            | 6             | Глубоковская волость         | Норкинская волость         | Глубоковская волость       |
| 309 | 125 | Мостищи             | 34            | 28            | 29            | Глубоковская волость         | Звонская волость           | Звонская волость           |
| 310 | 126 | Мочалково           | 12            | 10            | 9             | Глубоковская волость         | Лобовская волость          | Звонская волость           |
| 311 | 127 | Мызгайлово          | 5             | 3             | 2             | Глубоковская волость         | Норкинская волость         | Глубоковская волость       |
| 312 | 128 | Мызники             | 6             | 8             | 3             | Глубоковская волость         | Краснооктябрьская волость  | Звонская волость           |
| 313 | 129 | Мышенькино          | 16            | 13            | 8             | Глубоковская волость         | Звонская волость           | Звонская волость           |
| 314 | 130 | Мякишево            | 33            | 23            | 14            | Глубоковская волость         | Глубоковская волость       | Глубоковская волость       |
| 315 | 131 | Наклы               | 5             | 1             | 0             | Глубоковская волость         | Лобовская волость          | Звонская волость           |
| 316 | 132 | Недосеки            | 4             | 4             | 1             | Глубоковская волость         | Краснооктябрьская волость  | Звонская волость           |
| 317 | 133 | Нестерово           | 2             | 2             | 2             | Глубоковская волость         | Краснооктябрьская волость  | Звонская волость           |
| 318 | 134 | Нечистово           | 1             | 3             | 3             | Глубоковская волость         | Глубоковская волость       | Глубоковская волость       |
| 319 | 135 | Новины              | 0             | 0             | 0             | Глубоковская волость         | Норкинская волость         | Глубоковская волость       |
| 320 | 136 | Норкино             | 225           | 188           | 107           | Глубоковская волость         | Норкинская волость         | Глубоковская волость       |
| 321 | 137 | Ошестки             | 4             | 0             | 1             | Глубоковская волость         | Звонская волость           | Звонская волость           |
| 322 | 138 | Панино              | 1             | 3             | 0             | Глубоковская волость         | Норкинская волость         | Глубоковская волость       |
| 323 | 139 | Паново              | 64            | 44            | 22            | Глубоковская волость         | Глубоковская волость       | Глубоковская волость       |
| 324 | 140 | Панюгино            | 7             | 1             | 5             | Глубоковская волость         | Краснооктябрьская волость  | Звонская волость           |
| 325 | 141 | Перхово             | 2             | 0             | 0             | Глубоковская волость         | Лобовская волость          | Звонская волость           |
| 326 | 142 | Платоны             | 1             | 2             | 1             | Глубоковская волость         | Норкинская волость         | Глубоковская волость       |
| 327 | 143 | Погорельцево        | 15            | 10            | 2             | Глубоковская волость         | Глубоковская волость       | Глубоковская волость       |
| 328 | 144 | Подгорье            | 2             | 2             | 1             | Глубоковская волость         | Норкинская волость         | Глубоковская волость       |
| 329 | 145 | Подлипье            | 37            | 27            | 12            | Глубоковская волость         | Краснооктябрьская волость  | Звонская волость           |
| 330 | 146 | Полеи               | 6             | 13            | 2             | Глубоковская волость         | Лобовская волость          | Звонская волость           |
| 331 | 147 | Полехново           | 41            | 26            | 15            | Глубоковская волость         | Звонская волость           | Звонская волость           |
| 332 | 148 | Полихново           | 12            | 16            | 7             | Глубоковская волость         | Лобовская волость          | Звонская волость           |
| 333 | 149 | Посихново           | 61            | 44            | 37            | Глубоковская волость         | Звонская волость           | Звонская волость           |
| 334 | 150 | Похомово            | 26            | 16            | 13            | Глубоковская волость         | Звонская волость           | Звонская волость           |
| 335 | 151 | Пошивалово          | 10            | 7             | 8             | Глубоковская волость         | Краснооктябрьская волость  | Звонская волость           |
| 336 | 152 | Притчи              | 11            | 11            | 17            | Глубоковская волость         | Краснооктябрьская волость  | Звонская волость           |
| 337 | 153 | Проведищи           | 17            | 13            | 6             | Глубоковская волость         | Лобовская волость          | Звонская волость           |
| 338 | 154 | Пухлы               | 18            | 11            | 8             | Глубоковская волость         | Звонская волость           | Звонская волость           |
| 339 | 155 | Пьяново             | 8             | 6             | 4             | Глубоковская волость         | Краснооктябрьская волость  | Звонская волость           |
| 340 | 156 | Пятницино           | 11            | 18            | 8             | Глубоковская волость         | Глубоковская волость       | Глубоковская волость       |
| 341 | 157 | Рассохи             | 6             | 3             | 0             | Глубоковская волость         | Глубоковская волость       | Глубоковская волость       |
| 342 | 158 | Решетниково         | 59            | 45            | 37            | Глубоковская волость         | Лобовская волость          | Звонская волость           |
| 343 | 159 | Ржавки              | 4             | 3             | 0             | Глубоковская волость         | Лобовская волость          | Звонская волость           |
| 344 | 160 | Ровный Бор          | 41            | 34            | 32            | Глубоковская волость         | Глубоковская волость       | Глубоковская волость       |
| 345 | 161 | Рожново             | 16            | 15            | 11            | Глубоковская волость         | Звонская волость           | Звонская волость           |
| 346 | 162 | Рубы                | 20            | 20            | 21            | Глубоковская волость         | Звонская волость           | Звонская волость           |
| 347 | 163 | Руднихино           | 13            | 10            | 2             | Глубоковская волость         | Глубоковская волость       | Глубоковская волость       |
| 348 | 164 | Рупосы              | 21            | 24            | 14            | Глубоковская волость         | Глубоковская волость       | Глубоковская волость       |
| 349 | 165 | Рыгозы              | 11            | 6             | 3             | Глубоковская волость         | Глубоковская волость       | Глубоковская волость       |
| 350 | 166 | Рыково              | 0             | 0             | 0             | Глубоковская волость         | Норкинская волость         | Глубоковская волость       |
| 351 | 167 | Рясино              | 55            | 58            | 37            | Глубоковская волость         | Норкинская волость         | Глубоковская волость       |
| 352 | 168 | Сазоново            | 5             | 2             | 2             | Глубоковская волость         | Краснооктябрьская волость  | Звонская волость           |
| 353 | 169 | Самсониха           | 1             | 0             | 0             | Глубоковская волость         | Норкинская волость         | Глубоковская волость       |
| 354 | 170 | Свобода             | 1             | 0             | 0             | Глубоковская волость         | Глубоковская волость       | Глубоковская волость       |
| 355 | 171 | Секачи              | 6             | 3             | 5             | Глубоковская волость         | Глубоковская волость       | Глубоковская волость       |
| 356 | 172 | Сергейково          | 17            | 4             | 2             | Глубоковская волость         | Звонская волость           | Звонская волость           |
| 357 | 173 | Синцово             | 3             | 4             | 3             | Глубоковская волость         | Краснооктябрьская волость  | Звонская волость           |
| 358 | 174 | Скоморохово         | 5             | 9             | 6             | Глубоковская волость         | Норкинская волость         | Глубоковская волость       |
| 359 | 175 | Смешово             | 10            | 5             | 2             | Глубоковская волость         | Норкинская волость         | Глубоковская волость       |
| 360 | 176 | Сорокино            | 26            | 26            | 9             | Глубоковская волость         | Норкинская волость         | Глубоковская волость       |
| 361 | 177 | Степаньково         | 2             | 2             | 1             | Глубоковская волость         | Норкинская волость         | Глубоковская волость       |
| 362 | 178 | Столбово            | 3             | 3             | 2             | Глубоковская волость         | Норкинская волость         | Глубоковская волость       |
| 363 | 179 | Столбово            | 28            | 23            | 22            | Глубоковская волость         | Краснооктябрьская волость  | Звонская волость           |
| 364 | 180 | Стрелено            | 5             | 2             | 0             | Глубоковская волость         | Норкинская волость         | Глубоковская волость       |
| 365 | 181 | Стриженец           | 3             | 4             | 3             | Глубоковская волость         | Глубоковская волость       | Глубоковская волость       |
| 366 | 182 | Сурни               | 1             | 1             | 1             | Глубоковская волость         | Краснооктябрьская волость  | Звонская волость           |
| 367 | 183 | Сухоруково          | 0             | 0             | 0             | Глубоковская волость         | Краснооктябрьская волость  | Звонская волость           |
| 368 | 184 | Сущево              | 5             | 4             | 1             | Глубоковская волость         | Звонская волость           | Звонская волость           |
| 369 | 185 | Тараскино           | 4             | 4             | 1             | Глубоковская волость         | Норкинская волость         | Глубоковская волость       |
| 370 | 186 | Тарасово            | 21            | 15            | 7             | Глубоковская волость         | Краснооктябрьская волость  | Звонская волость           |
| 371 | 187 | Терехи              | 43            | 49            | 36            | Глубоковская волость         | Лобовская волость          | Звонская волость           |
| 372 | 188 | Терехово            | 1             | 1             | 0             | Глубоковская волость         | Норкинская волость         | Глубоковская волость       |
| 373 | 189 | Тишново             | 2             | 1             | 0             | Глубоковская волость         | Звонская волость           | Звонская волость           |
| 374 | 190 | Торопцево           | 7             | 5             | 0             | Глубоковская волость         | Краснооктябрьская волость  | Звонская волость           |
| 375 | 191 | Траньки             | 20            | 19            | 10            | Глубоковская волость         | Глубоковская волость       | Глубоковская волость       |
| 376 | 192 | Тулаи               | 0             | 0             | 0             | Глубоковская волость         | Глубоковская волость       | Глубоковская волость       |
| 377 | 193 | Федорково           | 14            | 10            | 4             | Глубоковская волость         | Звонская волость           | Звонская волость           |
| 378 | 194 | Федькино            | 0             | 0             | 0             | Глубоковская волость         | Лобовская волость          | Звонская волость           |
| 379 | 195 | Филево              | 7             | 4             | 2             | Глубоковская волость         | Глубоковская волость       | Глубоковская волость       |
| 380 | 196 | Филистово           | 14            | 8             | 5             | Глубоковская волость         | Звонская волость           | Звонская волость           |
| 381 | 197 | Ханево              | 7             | 6             | 5             | Глубоковская волость         | Норкинская волость         | Глубоковская волость       |
| 382 | 198 | Харино              | 0             | 0             | 0             | Глубоковская волость         | Краснооктябрьская волость  | Звонская волость           |
| 383 | 199 | Харитоново          | 0             | 0             | 0             | Глубоковская волость         | Норкинская волость         | Глубоковская волость       |
| 384 | 200 | Хопалово            | 11            | 8             | 8             | Глубоковская волость         | Лобовская волость          | Звонская волость           |
| 385 | 201 | Хренево             | 3             | 3             | 2             | Глубоковская волость         | Глубоковская волость       | Глубоковская волость       |
| 386 | 202 | Хрулево             | 4             | 3             | 1             | Глубоковская волость         | Лобовская волость          | Звонская волость           |
| 387 | 203 | Церковное           | 9             | 2             | 6             | Глубоковская волость         | Краснооктябрьская волость  | Звонская волость           |
| 388 | 204 | Черепяги            |               | 4             |               | Глубоковская волость         | Пригородная волость        | Глубоковская волость       |
| 389 | 205 | Шаблавино           | 6             | 6             | 3             | Глубоковская волость         | Краснооктябрьская волость  | Звонская волость           |
| 390 | 206 | Шейкино             | 5             | 1             | 0             | Глубоковская волость         | Краснооктябрьская волость  | Звонская волость           |
| 391 | 207 | Шелково             | 2             | 2             | 0             | Глубоковская волость         | Глубоковская волость       | Глубоковская волость       |
| 392 | 208 | Шелухи              | 1             | 0             | 0             | Глубоковская волость         | Лобовская волость          | Звонская волость           |
| 393 | 209 | Шерехово            | 5             | 2             | 5             | Глубоковская волость         | Норкинская волость         | Глубоковская волость       |
| 394 | 210 | Шишово              | 7             | 9             | 4             | Глубоковская волость         | Норкинская волость         | Глубоковская волость       |
| 395 | 211 | Шопорево            | 26            | 23            | 14            | Глубоковская волость         | Звонская волость           | Звонская волость           |
| 396 | 212 | Шуры                | 12            | 6             | 5             | Глубоковская волость         | Звонская волость           | Звонская волость           |
| 397 | 213 | Щемелинки           | 1             | 1             | 0             | Глубоковская волость         | Лобовская волость          | Звонская волость           |
| 398 | 214 | Щибирево            | 13            | 14            | 10            | Глубоковская волость         | Краснооктябрьская волость  | Звонская волость           |
| 399 | 215 | Юрьево              | 11            | 10            | 6             | Глубоковская волость         | Норкинская волость         | Глубоковская волость       |
| 400 | 216 | Ярцево              | 3             | 6             | 0             | Глубоковская волость         | Краснооктябрьская волость  | Звонская волость           |
| 401 | 217 | Ястребово           | 3             | 7             | 5             | Глубоковская волость         | Норкинская волость         | Глубоковская волость       |
| 402 | 1   | Анченки             | 27            | 40            | 21            | Пригородная волость          | Петровская волость         | Макушинская волость        |
| 403 | 2   | Арапы               | 31            | 30            | 29            | Пригородная волость          | Петровская волость         | Макушинская волость        |
| 404 | 3   | Артюхи              | 2             | 0             | 0             | Пригородная волость          | Петровская волость         | Макушинская волость        |
| 405 | 4   | Астахново           | 12            | 20            | 16            | Пригородная волость          | Пригородная волость        | Пригородная волость        |
| 406 | 5   | Бальтино            | 10            | 7             | 1             | Пригородная волость          | Петровская волость         | Макушинская волость        |
| 407 | 6   | Бахарево            | 0             | 0             | 0             | Пригородная волость          | Пригородная волость        | Пригородная волость        |
| 408 | 7   | Белоусово           | 13            | 14            | 10            | Пригородная волость          | Петровская волость         | Макушинская волость        |
| 409 | 8   | Брюшково            | 2             | 3             | 0             | Пригородная волость          | Пригородная волость        | Пригородная волость        |
| 410 | 9   | Булыги              | 5             | 0             | 0             | Пригородная волость          | Петровская волость         | Макушинская волость        |
| 411 | 10  | Васьково            | 10            | 15            | 10            | Пригородная волость          | Пригородная волость        | Пригородная волость        |
| 412 | 11  | Вдовишино           | 14            | 7             | 10            | Пригородная волость          | Петровская волость         | Макушинская волость        |
| 413 | 12  | Вересенец           | 21            | 11            | 6             | Пригородная волость          | Пригородная волость        | Пригородная волость        |
| 414 | 13  | Виры                | 23            | 16            | 14            | Пригородная волость          | Петровская волость         | Макушинская волость        |
| 415 | 14  | Виселки             | 26            | 24            | 10            | Пригородная волость          | Пригородная волость        | Пригородная волость        |
| 416 | 15  | Власово             | 27            | 19            | 5             | Пригородная волость          | Ладыгинская волость        | Макушинская волость        |
| 417 | 16  | Волково             | 0             | 0             | 0             | Пригородная волость          | Пригородная волость        | Пригородная волость        |
| 418 | 17  | Вошково             | 0             | 0             | 0             | Пригородная волость          | Петровская волость         | Макушинская волость        |
| 419 | 18  | Гаврово             | 17            | 19            | 13            | Пригородная волость          | Петровская волость         | Макушинская волость        |
| 420 | 19  | Галуха              | 21            | 16            | 10            | Пригородная волость          | Пригородная волость        | Пригородная волость        |
| 421 | 20  | Гнидино             | 62            | 46            | 49            | Пригородная волость          | Пригородная волость        | Пригородная волость        |
| 422 | 21  | Горбовка            | 0             | 0             | 0             | Пригородная волость          | Петровская волость         | Макушинская волость        |
| 423 | 22  | Горбово             | 28            | 33            | 36            | Пригородная волость          | Пригородная волость        | Пригородная волость        |
| 424 | 23  | Горушка             | 2             | 0             | 0             | Пригородная волость          | Ладыгинская волость        | Макушинская волость        |
| 425 | 24  | Гребени             | 184           | 173           | 156           | Пригородная волость          | Пригородная волость        | Пригородная волость        |
| 426 | 25  | Гребешино           | 7             | 5             | 2             | Пригородная волость          | Ладыгинская волость        | Макушинская волость        |
| 427 | 26  | Гришино             | 9             | 6             | 5             | Пригородная волость          | Ладыгинская волость        | Макушинская волость        |
| 428 | 27  | Дикушино            | 9             | 10            | 19            | Пригородная волость          | Петровская волость         | Макушинская волость        |
| 429 | 28  | Дреча               | 7             | 7             | 6             | Пригородная волость          | Петровская волость         | Макушинская волость        |
| 430 | 29  | Екимцево            | 2             | 3             | 1             | Пригородная волость          | Пригородная волость        | Пригородная волость        |
| 431 | 30  | Ермолово            | 0             | 0             | 0             | Пригородная волость          | Пригородная волость        | Пригородная волость        |
| 432 | 31  | Жевлаки             | 39            | 35            | 28            | Пригородная волость          | Пригородная волость        | Пригородная волость        |
| 433 | 32  | Жуково              | 3             | 4             | 8             | Пригородная волость          | Петровская волость         | Макушинская волость        |
| 434 | 33  | Заверняйка          | 94            | 68            | 58            | Пригородная волость          | Пригородная волость        | Пригородная волость        |
| 435 | 34  | Загарье             | 6             | 7             | 1             | Пригородная волость          | Ладыгинская волость        | Макушинская волость        |
| 436 | 35  | Залоги              | 15            | 13            | 11            | Пригородная волость          | Петровская волость         | Макушинская волость        |
| 437 | 36  | Запеклево           | 68            | 63            | 49            | Пригородная волость          | Ладыгинская волость        | Макушинская волость        |
| 438 | 37  | Звягино             | 94            | 86            | 66            | Пригородная волость          | Пригородная волость        | Пригородная волость        |
| 439 | 38  | Исаки               | 34            | 42            | 19            | Пригородная волость          | Пригородная волость        | Пригородная волость        |
| 440 | 39  | Каменка             | 3             | 2             | 0             | Пригородная волость          | Ладыгинская волость        | Макушинская волость        |
| 441 | 40  | Кареселка           | 3             | 2             | 1             | Пригородная волость          | Пригородная волость        | Пригородная волость        |
| 442 | 41  | Карпово             | 63            | 52            | 37            | Пригородная волость          | Ладыгинская волость        | Макушинская волость        |
| 443 | 42  | Кишкино             | 17            | 27            | 21            | Пригородная волость          | Пригородная волость        | Пригородная волость        |
| 444 | 43  | Ключки              | 4             | 2             | 1             | Пригородная волость          | Петровская волость         | Макушинская волость        |
| 445 | 44  | Ковыряево           | 0             | 4             | 1             | Пригородная волость          | Пригородная волость        | Пригородная волость        |
| 446 | 45  | Кониново            | 1             | 1             | 0             | Пригородная волость          | Пригородная волость        | Пригородная волость        |
| 447 | 46  | Копотиловка         | 22            | 28            | 15            | Пригородная волость          | Пригородная волость        | Пригородная волость        |
| 448 | 47  | Костково            | 5             | 0             | 0             | Пригородная волость          | Петровская волость         | Макушинская волость        |
| 449 | 48  | Крайнево            | 21            | 35            | 21            | Пригородная волость          | Петровская волость         | Макушинская волость        |
| 450 | 49  | Кренево             | 51            | 40            | 19            | Пригородная волость          | Петровская волость         | Макушинская волость        |
| 451 | 50  | Кудка               | 6             | 4             | 3             | Пригородная волость          | Пригородная волость        | Пригородная волость        |
| 452 | 51  | Кузнечково          | 0             | 2             | 0             | Пригородная волость          | Петровская волость         | Макушинская волость        |
| 453 | 52  | Ладыгино            | 47            | 47            | 31            | Пригородная волость          | Ладыгинская волость        | Макушинская волость        |
| 454 | 53  | Лаптево             | 0             | 0             | 0             | Пригородная волость          | Петровская волость         | Макушинская волость        |
| 455 | 54  | Ласткино            | 6             | 8             | 1             | Пригородная волость          | Ладыгинская волость        | Макушинская волость        |
| 456 | 55  | Лемешиха            | 0             | 0             | 0             | Пригородная волость          | Пригородная волость        | Пригородная волость        |
| 457 | 56  | Липица              | 15            | 9             | 4             | Пригородная волость          | Ладыгинская волость        | Макушинская волость        |
| 458 | 57  | Лиственка           | 7             | 5             | 4             | Пригородная волость          | Ладыгинская волость        | Макушинская волость        |
| 459 | 58  | Литвиново           | 22            | 12            | 14            | Пригородная волость          | Пригородная волость        | Пригородная волость        |
| 460 | 59  | Лышница             | 0             | 0             | 0             | Пригородная волость          | Петровская волость         | Макушинская волость        |
| 461 | 60  | Ляпуны              | 135           | 122           | 113           | Пригородная волость          | Пригородная волость        | Пригородная волость        |
| 462 | 61  | Майзелово           | 0             | 0             | 0             | Пригородная волость          | Петровская волость         | Макушинская волость        |
| 463 | 62  | Макушино            | 301           | 277           | 282           | Пригородная волость          | Петровская волость         | Макушинская волость        |
| 464 | 63  | Манушкино           | 5             | 5             | 1             | Пригородная волость          | Пригородная волость        | Пригородная волость        |
| 465 | 64  | Мартиново           | 16            | 9             | 2             | Пригородная волость          | Пригородная волость        | Пригородная волость        |
| 466 | 65  | Марьино             | 4             | 7             | 0             | Пригородная волость          | Петровская волость         | Макушинская волость        |
| 467 | 66  | Матвеево            | 0             | 0             | 0             | Пригородная волость          | Ладыгинская волость        | Макушинская волость        |
| 468 | 67  | Матюши              | 12            | 11            | 10            | Пригородная волость          | Пригородная волость        | Пригородная волость        |
| 469 | 68  | Машуры              | 1             | 3             | 0             | Пригородная волость          | Петровская волость         | Макушинская волость        |
| 470 | 69  | Мелехово            | 4             | 1             | 0             | Пригородная волость          | Пригородная волость        | Пригородная волость        |
| 471 | 70  | Меньшиково          | 4             | 5             | 0             | Пригородная волость          | Пригородная волость        | Пригородная волость        |
| 472 | 71  | Мироеды             | 22            | 16            | 10            | Пригородная волость          | Петровская волость         | Макушинская волость        |
| 473 | 72  | Михейково           | 14            | 23            | 9             | Пригородная волость          | Пригородная волость        | Пригородная волость        |
| 474 | 73  | Мишнево             | 5             | 11            | 1             | Пригородная волость          | Петровская волость         | Макушинская волость        |
| 475 | 74  | Мололово            | 38            | 29            | 34            | Пригородная волость          | Пригородная волость        | Пригородная волость        |
| 476 | 75  | Момоново            | 14            | 13            | 10            | Пригородная волость          | Петровская волость         | Макушинская волость        |
| 477 | 76  | Мощеново            | 12            | 13            | 21            | Пригородная волость          | Петровская волость         | Макушинская волость        |
| 478 | 77  | Мялово              | 8             | 8             | 10            | Пригородная волость          | Петровская волость         | Макушинская волость        |
| 479 | 78  | Новоселье           | 20            | 0             | 10            | Пригородная волость          | Петровская волость         | Макушинская волость        |
| 480 | 79  | Огурцово            | 6             | 4             | 2             | Пригородная волость          | Ладыгинская волость        | Макушинская волость        |
| 481 | 80  | Орлово-1            | 24            | 11            | 10            | Пригородная волость          | Петровская волость         | Макушинская волость        |
| 482 | 81  | Орлово-2            | 3             | 5             | 2             | Пригородная волость          | Петровская волость         | Макушинская волость        |
| 483 | 82  | Павлихино           | 24            | 25            | 8             | Пригородная волость          | Пригородная волость        | Пригородная волость        |
| 484 | 83  | Панцерново          | 18            | 20            | 11            | Пригородная волость          | Петровская волость         | Макушинская волость        |
| 485 | 84  | Пашкино             | 130           | 79            | 74            | Пригородная волость          | Пригородная волость        | Пригородная волость        |
| 486 | 85  | Песчивка            | 345           | 320           | 298           | Пригородная волость          | Пригородная волость        | Пригородная волость        |
| 487 | 86  | Петровское          | 578           | 493           | 524           | Пригородная волость          | Пригородная волость        | Пригородная волость        |
| 488 | 87  | Пикали              | 23            | 16            | 15            | Пригородная волость          | Пригородная волость        | Пригородная волость        |
| 489 | 88  | Погорельцево        | 6             | 8             | 14            | Пригородная волость          | Пригородная волость        | Пригородная волость        |
| 490 | 89  | Полетаево           | 2             | 0             | 2             | Пригородная волость          | Петровская волость         | Макушинская волость        |
| 491 | 90  | Посадниково         | 0             | 1             | 0             | Пригородная волость          | Пригородная волость        | Пригородная волость        |
| 492 | 91  | Пружки              | 4             | 7             | 3             | Пригородная волость          | Пригородная волость        | Пригородная волость        |
| 493 | 92  | Разувайка           | 91            | 182           | 180           | Пригородная волость          | Пригородная волость        | Пригородная волость        |
| 494 | 93  | Ракитино            | 0             | 0             | 0             | Пригородная волость          | Пригородная волость        | Пригородная волость        |
| 495 | 94  | Рогаткино           | 15            | 10            | 1             | Пригородная волость          | Петровская волость         | Макушинская волость        |
| 496 | 95  | Роги                | 20            | 20            | 16            | Пригородная волость          | Пригородная волость        | Пригородная волость        |
| 497 | 96  | Рубаново            | 0             | 0             | 0             | Пригородная волость          | Пригородная волость        | Пригородная волость        |
| 498 | 97  | Рублёвка            | 40            | 31            | 42            | Пригородная волость          | Пригородная волость        | Пригородная волость        |
| 499 | 98  | Сенютино            | 12            | 12            | 12            | Пригородная волость          | Пригородная волость        | Пригородная волость        |
| 500 | 99  | Серено              | 5             | 3             | 1             | Пригородная волость          | Петровская волость         | Макушинская волость        |
| 501 | 100 | Сидорово            | 2             | 0             | 1             | Пригородная волость          | Петровская волость         | Макушинская волость        |
| 502 | 101 | Сильники            | 2             | 4             | 0             | Пригородная волость          | Петровская волость         | Макушинская волость        |
| 503 | 102 | Скурдино            | 32            | 21            | 19            | Пригородная волость          | Пригородная волость        | Пригородная волость        |
| 504 | 103 | Соколово            | 10            | 8             | 4             | Пригородная волость          | Пригородная волость        | Пригородная волость        |
| 505 | 104 | Спрыгали            | 7             | 5             | 2             | Пригородная волость          | Пригородная волость        | Пригородная волость        |
| 506 | 105 | Сумароково          | 17            | 14            | 8             | Пригородная волость          | Петровская волость         | Макушинская волость        |
| 507 | 106 | Суртово             | 6             | 8             | 3             | Пригородная волость          | Петровская волость         | Макушинская волость        |
| 508 | 107 | Тоболино            | 27            | 21            | 14            | Пригородная волость          | Петровская волость         | Макушинская волость        |
| 509 | 108 | Трубичино           | 11            | 9             | 10            | Пригородная волость          | Петровская волость         | Макушинская волость        |
| 510 | 109 | Уварово             | 12            | 13            | 17            | Пригородная волость          | Петровская волость         | Макушинская волость        |
| 511 | 110 | Фронино             | 13            | 14            | 12            | Пригородная волость          | Пригородная волость        | Пригородная волость        |
| 512 | 111 | Швецово             | 0             | 0             | 0             | Пригородная волость          | Пригородная волость        | Пригородная волость        |
| 513 | 112 | Шильское            | 9             | 29            | 3             | Пригородная волость          | Пригородная волость        | Пригородная волость        |
| 514 | 113 | Шкелево             | 4             | 6             | 2             | Пригородная волость          | Пригородная волость        | Пригородная волость        |
| 515 | 114 | Щербы               | 2             | 3             | 0             | Пригородная волость          | Петровская волость         | Макушинская волость        |
| 516 | 115 | Юрчаты              | 0             | 2             | 0             | Пригородная волость          | Петровская волость         | Макушинская волость        |
| 517 | 116 | Юхново              | 26            | 18            | 19            | Пригородная волость          | Пригородная волость        | Пригородная волость        |
| 518 | 117 | Языково             | 8             | 1             | 3             | Пригородная волость          | Пригородная волость        | Пригородная волость        |
| 519 | 118 | Ястребово           | 19            | 29            | 15            | Пригородная волость          | Пригородная волость        | Пригородная волость        |